# 2021年利顿森林大火
2021年利顿森林火灾（英語：Lytton Fire），也称为“利顿溪大火”（英語：Lytton Creek Fire），是一场发生在加拿大不列颠哥伦比亚省利顿村的一场特大森林火灾。截至7月3日，大火烧毁了利顿村的大部分地区并且造成两名平民死亡。此外大火还造成数位居民失踪。史无前例的热浪被认为是造成此次森林大火最主要的原因。